# 石田比奈子
石田 比奈子（いしだ ひなこ、1987年8月11日 - ）は、日本の女性タレント。本名同じ。
神奈川県川崎市出身。

## 略歴
- 1991年、劇団日本児童に所属し、芸能界デビュー。
- 1996年より2年間、NHK教育『ひとりでできるもん!』に出演。
- 2000年、NHK教育『天才てれびくんワイド』にてれび戦士として出演。
- 2001年、学業優先のため芸能界を引退。

## 作品

### シングル
- パオパオパワー（1996年） - NHK『ひとりでできるもん!』テーマ曲

### アルバム
- 雄大くん・比奈子ちゃんのひとりでできるもん!〜パオパオパワー〜（1996年） - NHK『ひとりでできるもん!』サウンドトラック
- 雄大くん・比奈子ちゃんのひとりでできるもん!〜コトコトクッキング/でりしゃす音頭〜（1997年） - NHK『ひとりでできるもん!』サウンドトラック
- 雄大くん・比奈子ちゃんのひとりでできるもん!〜リズムで楽しくクッキング〜（1997年） - NHK『ひとりでできるもん!』サウンドトラック
- 雄大くん・比奈子ちゃんのひとりでできるもん!〜カラフル・レンジャー〜（1998年） - NHK『ひとりでできるもん!』サウンドトラック

## 出演

### テレビドラマ
- 連続テレビ小説 かりん（1993年、NHK）
- 火曜サスペンス劇場 盲人探偵・松永礼太郎「ピアニストを探せ」（1994年7月5日、日本テレビ）
- ウルトラマンナイス（1999年） - 夢星コスモ 役

### その他のテレビ番組
- ひとりでできるもん!（1996年4月1日 - 1998年4月3日、NHK教育テレビ）
- 天才てれびくんワイド（2000年4月3日 - 2001年3月29日、NHK教育テレビ） - てれび戦士

### 映画
- 女教師3
- ハイスクールゴーストバスターズ

### 舞台
- 春風物語

### CM
- 明治乳業、十勝スライスチーズ
- 北陸銀行
- 日清食品、家族の焼きそば - 神田正輝、松田聖子の娘 役
- ツクダオリジナル、クルクルクリーナー
- ECCジュニア
- 農協